# Балинцы
Ба́линцы (укр. Балинці) — село в Заболотовской поселковой общине Коломыйского района Ивано-Франковской области Украины.
Население по переписи 2001 года составляло 1346 человек. Занимает площадь 2,8 км². Почтовый индекс — 78312. Телефонный код — 03476.

## Название
Село Балинцы в XIII—XIV веках носило название «Балканський хутір» (Балканский хутор) (от слова «балка»). Легенда гласит, что в XIII веке к западу от Балинцов было село Петровец. Когда татаро-монголы шли из Коломыи на замок Олешкив, они разрушили это село. Некоторые жители погибли, а некоторым удалось сбежать. Уходя от врагов, они поселились за рощей, и там возникло село Загайпиль. Другие поселились под рощей и основали там село Пидгайчики. Часть жителей пошла на север, в долине речки Чернявы перешли балки и там основали село Балинцы.

## История
Основано в 1373 году. Первое письменное упоминание про Балинцы относится к 1462 году. Село упоминается и позднее, в 1483 и 1495 годах.
На территории Балинцов встречаются находки времён Киевской Руси. Согласно народным сказаниям, село было основано в XIII—XIV веках. Эта гипотеза подтверждается тем, что даже сейчас на околице села сохранились остатки земляных укреплений, где находится посуда того времени. Тогда Балинцы были собственностью галицкого судьи.
Массовое закрепощение селян и захват земель феодалами приводило к уменьшению наделов селян. Если в конце XV века и в середине XVI веке надел селянина составлял половину поля, то в XVII веке он уменьшился до четверти поля. 54 % сельских хозяйств были малоземельными, а 21,8 % — безземельными. В церковных и шляхетских имениях панщина длилась до 5-6 дней в неделю. Селян лишили права выхода из общины. Помимо панщины, они платили разные поборы феодалу и государству.
В Гвоздце была римско-каторическая парафия, к которой относились и Балинцы. В 1870 году из 1364 людей, которые проживали в Балинцах и Трофанивке, число римо-католиков составляло 21 человек. В 1648 году, когда сельско-казацкие войска совершали поход на Львов, селяне Балинцов вместе с повстанцами других сил напали на имение помещика в селе Кулачкивцах, подожгли его, а потом поделили между собой. С годами усугубился процесс обнищания трудящихся, выросло количество безземельных и бесконных хозяйств. В 40-х годах XVIII века на 465 дворов приходилось всего 30 коней и 192 волов.
Всё это стало причиной новой волны классовой борьбы. В 1743—1744 годах через Балинцы проходил отряд Олексы Довбуша. Мещане села охотно поставляли членам отряда продовольствие, создавали им условия для отдыха, уведомляли о засадах врага и расположении карательных отрядов.
В 1772 году в связи с первым разделом Польши, Галичина вошла в состав Австрийской империи. Австрия царила над всеми нациями, входившими в состав империи. Под тяжестью панщины, которая довела селян до обнищания, в Балинцах жилось особенно тяжело. Помимо отягощавших жизнь повинностей, селяне платили ещё около 50 видов налогов — на недвижимость, фруктовые деревья, на содержание сельского писаря и так далее. Один лишь налог на владение землёй отнимал у селян 10 % дохода.
В 1809 году селяне Балинцов отказались выполнять панщину. В ответ на это владелица села, шляхтанка А. Анжинская, устроила крепостным массовые наказания.
Не принесла селянам облегчения и отмена крепостного права. Селяне утратили сервитуты. Подавляющее большинство земель осталось в руках помещика, церкви и куркулей. По данным переписи 1870 года в Балинцах и селе Трофанивке проживало порядка 1945 человек. Им принадлежало 92 морга пахотной земли и лугов, 158 моргов пастбищ, 7 моргов леса. Помещикам Агопсовичам и церкви, тем временем, принадлежало 598 моргов пахотной земли, 13 моргов пастбищ, 11 моргов сенокосов, и 81 морг леса.
В послереформенный период селяне выступали не только против своих помещиков. Они требовали от австрийских властей открыть украинские школы и библиотеки для рабочих, увековечить память видных деятелей украинской культуры. Под давлением народных масс в 1852 году правительство было вынуждено разрешить открыть в Балинцах обычную трёхклассную школу, в которой обучение велось на украинском языке. Однако эту школу посещало очень мало сельских детей. Об отношении селян к наукам и знаниям свидетельствует тот факт, что в конце XIX века в Балинцах из-за невнимательности сгнила ценная библиотека, собранная покойным священником Никоновичем.
В 1914 году село Балинцы с торжеством отметило столетие со дня рождения Тараса Шевченко 16 мая, в день отмены панщины в Галичине, состоялось освящение места, где должна была стоять символичная могила Кобзаря. Знаковым событием в Балинцах была установка памятника Тарасу Шевченко на нужды селян в 1914 году. Инициаторами этого стали И. Корбутяк, М. Демчук, М. Рурак и И. Угринчук — участники местного хора. По их предложению бюст Кобзаря купили за 360 золотых у Косовского резчика. Липы, растущие сейчас вокруг памятника были завезены в 1930 году О. Соколяном и М. Корбутяком из села Сопово.